# Lư Thực
Lư Thực (chữ Hán: 卢植, ? – 192), tên tự là Tử Cán, người huyện Trác, quận Trác  (thuộc U châu), là nhà chính trị, nhà quân sự, nhà giáo dục, học giả Kinh học cuối đời Đông Hán trong lịch sử Trung Quốc.

## Thời trẻ
Thực mình dài 8 thước 2 tấc, tiếng vang như chuông; tính cương nghị, có phẩm giá cao quý, ôm ấp chí lớn giúp đời, có thể uống đến 1 thạch rượu .
Ban đầu, Thực cùng Trịnh Huyền theo học Mã Dung, biết rộng khắp cổ kim, thích nghiên cứu tỉ mỉ nhưng không xem trọng văn vẻ. Mã Dung là ngoại thích giàu có , thường cho ca nữ biểu diễn ca vũ. Thực nghe giảng hàng năm, chưa từng quay đầu, Dung lấy làm kính phục ông. Thực học xong về nhà, mở lớp dạy học, trong đám môn hạ có Lưu Bị, Công Tôn Toản,....
Khi ấy cha của hoàng hậu là Đại tướng quân Đậu Vũ vin lập Hán Linh đế (168), mới nắm quyền chánh, triều đình muốn gia phong tước. Thực tuy áo vải, cho rằng Vũ vốn có tiếng trong sạch, bèn dâng thư để khuyên ông ta từ chối, Vũ không theo. Cùng năm, Vũ chống lại hoạn quan thất bại rồi tự sát.

## Văn võ toàn tài
Châu quận mấy lần gọi, Thực đều không đến. Giữa những năm Kiến Ninh (168 – 172), được vời làm bác sĩ, mới bắt đầu gia nhập quan trường. Năm Hi Bình thứ 4 (175), người Man ở Cửu Giang khởi nghĩa, tứ phủ  cho rằng Thực có tài kiêm văn võ, bái làm Cửu Giang thái thú; ông nhanh chóng bình định nghĩa quân. Sau đó Thực nhân bệnh rời chức.
Khi ấy triều đình bắt đầu lập Thái học Thạch kinh, để chỉnh lý văn tự Ngũ kinh, Thực bèn dâng thư tự tiến .
Gặp lúc người Nam Di nổi dậy, triều đình cho rằng Thực có ân tín ở Cửu Giang, bái làm Lư Giang thái thú. Thực nắm rõ tình hình, cốt giữ thanh tĩnh, xử lý đại thể mà thôi.
Hơn năm sau, được gọi về bái làm Nghị lang, cùng bọn Gián nghị đại phu Mã Nhật Đê, Nghị lang Thái Ung, Dương Bưu, Hàn Thuyết ở Đông quán hiệu khám Ngũ kinh, ký truyện trong Trung thư , bổ tục Hán ký . Linh đế cho rằng đó không phải là việc gấp, chuyển Thực làm Thị trung, thăng Thượng thư. Năm Quang Hòa đầu tiên (178), xảy ra nhật thực, Thực dâng thư can gián, đế không xét.

## Trấn áp Khăn Vàng
Năm Trung Bình đầu tiên (184), khởi nghĩa Khăn Vàng nổ ra, tứ phủ đề cử Lư Thực, ông được phong làm Trung lang tướng, Trì tiết, lấy Hộ Ô Hoàn trung lang tướng Tông Viên làm phó, đem theo tướng sĩ Bắc quân ngũ hiệu, phát động quân đội các quận cùng đánh dẹp nghĩa quân.
Lư Thực liên tiếp đánh bại thủ lĩnh nghĩa quân là Trương Giác, chém giết hơn vạn người. Trương Giác chạy về giữ Quảng Tông, Thực đắp lũy đào hào, chế tạo vân thê, sắp sửa hạ thành. Hán Linh Đế sai Tiểu hoàng môn Tả Phong đến xem xét tình hình. Vì Lư Thực không chịu hối lộ, Phong về nói với vua Hán rằng: "Giặc ở Quảng Tông dễ phá thôi. Lư trung lang giữ lũy dừng quân, để đợi trời diệt." Vua Hán nổi giận, bắt ông bỏ xe tù triệu về, giảm 1 đẳng so với tử tội.
Đến khi Xa kỵ tướng quân Hoàng Phủ Tung dẹp xong nghĩa quân Khăn Vàng, ca ngợi phương lược hành quân của Lư Thực, đem hết công lao quy cho ông. Trong năm ấy ông được phục chức Thượng thư.

## Phản đối Đổng Trác
Năm 189, Hán Linh Đế mất, con nhỏ là Hán Thiếu Đế lên nối ngôi. Đại tướng quân Hà Tiến làm phụ chính, tính kế giết hoạn quan, bèn triệu Tịnh Châu mục Đổng Trác, để dọa Hà thái hậu. Lư Thực biết Trác hung hãn khó chế ngự, ắt sinh hậu hoạn, cố can ngăn việc ấy. Hà Tiến không theo. Khi Trác đến (Hà Tiến đã bị hoạn quan giết), quả nhiên hiếp đáp triều đình, đại hội bách quan ở triều đường, bàn việc phế Thiếu Đế lập Trần Lưu vương.
Không ai dám nói, Lư Thực một mình kháng nghị không đồng ý. Đổng Trác giận dữ bãi hội, muốn giết ông. Khi ấy Sái Ung được Trác kính trọng, trước đây Ung bị đày đi Sóc Phương, chỉ có Lư Thực một mình dâng thư cầu xin cho. Đến nay Ung hết sức cầu xin cho Thực, lại có Nghị lang Bành Bá can Trác rằng:
"Lư thượng thư là đại nho trong nước, được mọi người ngưỡng mộ. Nay sát hại ông ấy, thiên hạ sẽ chấn động sợ hãi."
Đổng Trác bèn thôi, nhưng miễn quan của ông.
Lư Thực lấy cớ già bệnh xin về, sợ không tránh được vạ, bèn theo Hoàn Viên đạo bỏ trốn. Đổng Trác quả nhiên sai người đuổi theo, đến sông Hoài, không bắt kịp.

## Qua đời
Lư Thực ẩn cư ở quận Thượng Cốc, không hỏi thế sự. Năm Sơ Bình thứ 2 (191), Viên Thiệu chiếm được Ký Châu, mời ông làm quân sư.
Năm Sơ Bình thứ 3 (192), ông mất. Vào lúc lâm chung, ông dặn dò con trai là Lư Dục không dùng quan tài, chỉ có một tấm áo đơn sơ là được.
Năm Kiến An thứ 12 (207), Tào Tháo lên bắc đánh Ô Hoàn, đi qua Trác Quận, làm cáo thủ lệnh ca ngợi công tích của Lư Thực.
Lư Dục làm đến Tư không nhà Tào Ngụy, Tam quốc chí có truyện.

## Trước tác
Sau khi Thực rời Cửu Giang, có trước tác Thượng thư chương cú, Tam lễ giải cổ; nay đều không còn. Thực mất, để lại 6 thiên bi, lụy, biểu, ký; Toàn Hậu Hán Văn lưu giữ được các bài ngôn luận Thủy lập Thái học thạch kinh thượng thư, Nhật thực thượng phong sự, Tấu sự, Hiến thư quy Đậu Vũ, Li văn thắng lụy,...

## Trong Tam Quốc diễn nghĩa
Trong tiểu thuyết Tam Quốc diễn nghĩa của La Quán Trung, Lư Thực xuất hiện tại hồi 1 khi đang tham gia đánh Khăn Vàng và bị gièm pha, bị bắt về triều, giữa đường gặp ba anh em người học trò cũ Lưu Bị, Quan Vũ, Trương Phi. Hình ảnh Lư Thực lột tả rõ bộ máy triều đình hôn ám của Hán Linh Đế tin dùng gian thần, hãm hại người hiền tài.